# Aricò (cognome)
Aricò è un cognome di lingua italiana.

## Varianti
Arigò.

## Origine e diffusione
Il cognome è tipicamente calabrese e siciliano.
Potrebbe derivare dal grico 'agrikós, "agricolo". È affine al cognome Agresti.

## Persone
- Ramona Aricò – pallavolista italiana
- Rodolfo Aricò – pittore italiano